# 瓦卢斯河畔瓦尔凡
瓦卢斯河畔瓦尔凡（法語：Valfin-sur-Valouse，法語發音：[valfɛ̃ syʁ valuz]）是法国汝拉省的一个旧市镇，属于隆斯勒索涅区。2018年，瓦卢斯河畔瓦尔凡与市镇沃布勒合并为新市镇沃布勒-瓦尔凡。

## 地理
瓦卢斯河畔瓦尔凡（46°22'10"N, 5°31'10"E）面积8.67 平方千米，位于法国勃艮第-弗朗什-孔泰大區汝拉省，该省份为法国东部内陆省份，北起上索恩省，西北接科多尔省，西临索恩-卢瓦尔省，南至安省，东与杜省和瑞士接壤。
与瓦卢斯河畔瓦尔凡接壤的市镇（或旧市镇、城区）包括：德拉姆莱、阿兰托、沙尔诺、希塞里亚、代西亚、热诺、兰村、圣伊姆蒂耶尔、沃布勒。
瓦卢斯河畔瓦尔凡的时区为UTC+01:00、UTC+02:00（夏令时）。

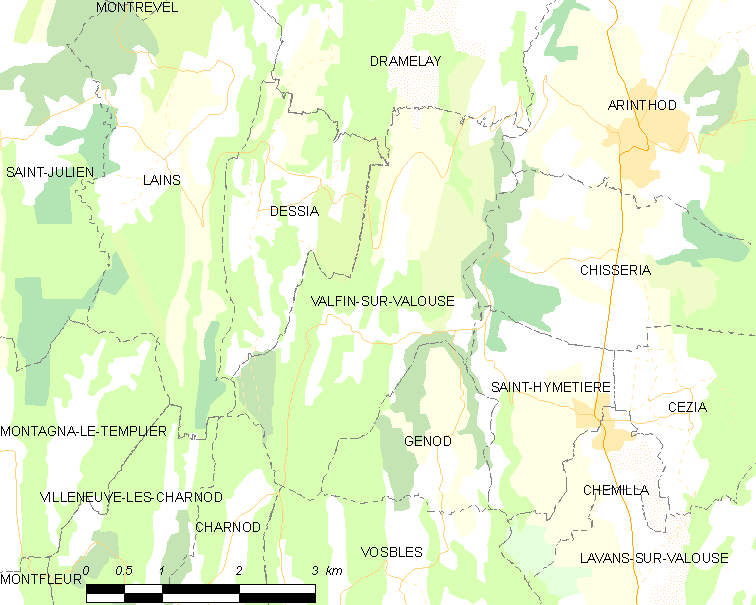
瓦卢斯河畔瓦尔凡的OSM定位图

## 行政
瓦卢斯河畔瓦尔凡的邮政编码为39240，INSEE市镇编码为39542。

## 政治
瓦卢斯河畔瓦尔凡所属的省级选区为穆瓦朗昂蒙塔涅县。

## 人口

1962-2008年间瓦卢斯河畔瓦尔凡人口变化图示

瓦卢斯河畔瓦尔凡于2018年1月1日时的人口数量为73人。